# Andover (Minnesota)
Andover és una població dels Estats Units a l'estat de Minnesota. Segons el cens del 2000 tenia 26.588 habitants.

## Demografia
Segons el cens del 2000, Andover tenia 26.588 habitants, 8.107 habitatges, i 7.150 famílies. La densitat de població era de 301 habitants per km².
Dels 8.107 habitatges en un 55,1% hi vivien nens de menys de 18 anys, en un 80% hi vivien parelles casades, en un 5,5% dones solteres, i en un 11,8% no eren unitats familiars. En el 8,4% dels habitatges hi vivien persones soles el 2,3% de les quals corresponia a persones de 65 anys o més que vivien soles. El nombre mitjà de persones vivint en cada habitatge era de 3,28 i el nombre mitjà de persones que vivien en cada família era de 3,48.
Per edats la població es repartia de la següent manera: un 35,5% tenia menys de 18 anys, un 6% entre 18 i 24, un 36,4% entre 25 i 44, un 19,2% de 45 a 60 i un 2,9% 65 anys o més.
L'edat mediana era de 32 anys. Per cada 100 dones de 18 o més anys hi havia 102,5 homes.
La renda mediana per habitatge era de 76.241 $ i la renda mediana per família de 78.785 $. Els homes tenien una renda mediana de 50.248 $ mentre que les dones 33.814 $. La renda per capita de la població era de 26.317 $. Entorn de l'1,2% de les famílies i el 2% de la població estaven per davall del llindar de pobresa.

## Poblacions més properes
El següent diagrama mostra les poblacions més properes.